# Đài Truyền hình Quốc gia Campuchia
Đài truyền hình quốc gia Campuchia (tiếng Khmer:ទូរទស្សន៍ជាតិកម្ពុជា, Latin hóa: Tourotossaa Cheate Kampouchea, tiếng Anh: National Television of Kampuchea) sở hữu và điều hành khoảng 12 đài phát thanh và một kênh truyền hình từ Phnôm Pênh. RNK và TVK có 10 đài phát thanh và 12 đài truyền hình.
TVK phát sóng 09:00 giờ vào các ngày trong tuần và 17:00 giờ vào cuối tuần, vào các ngày trong tuần được tách thành hai phiên, phiên buổi sáng từ 11:30 đến 14:30 và phiên buổi tối từ 17:00 đến 23:00 vào cuối tuần được phát trong một phần từ 6:00 đến 23:00. Chạy lại cũng được phát vào ban đêm. RNK phát sóng 19 giờ hàng ngày, vào các ngày trong tuần với ngữ điệu tách biệt tất cả các phiên, phiên mở sóng và tắt sóng vào ngày 05:00 -00:00.

## Lịch sử
| Năm  | Ngày-Tháng  | Sự kiện |
| ---- | ----------- | --- |
| 1954 |             | Đài phát thanh Campuchia được thành lập |
| 1966 |             | Đài truyền hình Campuchia được thành lập |
| 1975 | 17 Tháng 04 | Đài phát thanh và đài truyền hình bị Khmer Đỏ phá hủy                                                                                              |
| 1983 |             | Đài được chính phủ Việt Nam tài trợ một số các trang thiết bị phát sóng truyền hình và được phát sóng trở lại sau khi giải phóng thủ đô Phnôm Pênh |

## Chương trình
- kmeng eye tep (កុមារភ្នែកទិព្វ បាវ ដាដា)
- Charley and Mimmo (ឌូឌូនិងជូពី)
- Dr. Zitbag's Transylvania Pet Shop (វិជ្ជបណ្ឌិត គូលូប៊ុល)
- Enigma (វិរៈនារី អេនីម៉ា)
- Journey to the West – Legends of the Monkey King
- Kassai and Luk (សាមបា ម៉ារ៉ាណា និងទន្សាយឈ្មោះឡឹក)
- The Last Reservation (ការបំរុងទុកចុងក្រោយ)
- The Little Witches (រឿងតុតា ក្មេងតូចត្រកូលធ្មប់)
- Papa Beaver's Storytime (លោកឪកាសស្ទើ)
- Princess of the Nile (រឿងម្ចាស់ក្សត្រីដុលនីល)
- Princess Shéhérazade (ព្រះនាងសេរ៉ាហ្សាដ or ព្រះនាងហ្សេរ៉ាហ្សាត)
- Rahan (រ៉ាហង្ស)
- Spirou
- Totally Spies! (វីរៈនារីទាំង៣ or វីរៈនារីទាំង 3)